# Jacqui Cook
Pour les articles homonymes, voir Cook.
Jacqui Cook est une rameuse canadienne née le 13 février 1976 à Thunder Bay (Ontario).

## Biographie
Aux Championnats du monde d'aviron 2001 à Lucerne, Jacqui Cook remporte la médaille de bronze en deux sans barreur avec Karen Clark. La paire Cook-Clark est médaillée d'argent en deux sans barreur aux Mondiaux de 2002 à Séville. En 2003 à Milan, elle est médaillée de bronze mondiale en huit.